# Diego Osorio (futbolista)
Diego León Osorio (Medellín, Antioquia, Colombia; 21 de julio de 1970) es un exfutbolista. colombiano. El 18 de febrero de 2019, la justicia colombiana lo condenó a 5 años de prisión domiciliaria por el delito de tráfico de estupefacientes. En tres oportunidades ha sido atrapado traficando drogas.

## Problemas legales
En su vida ha sido capturado en tres ocasiones por estar vinculado con asuntos de narcotráfico.
La primera ocurrió en el año 2002 en Miami por posesión y tráfico de 40 kilos cocaína. La segunda en 2010 en el departamento de Antioquia y la tercera fue una reincidencia en 2018 por los mismos delitos pero esta vez fue en la ciudad de Bogotá cuando se disponía a tomar un vuelo con rumbo a Madrid.
En 2023 fue detenido nuevamente, pretendía viajar rumbo a Madrid.

## Selección nacional
Fue internacional con la Selección de fútbol de Colombia, jugó 16 partidos internacionales y no marcó goles.

### Participaciones enCopas del Mundo
| Mundial                      | Sede           | Resultado        | PJ | GA | Asis |
| ---------------------------- | -------------- | ---------------- | -- | -- | ---- |
| Copa Mundial Juvenil de 1989 | Arabia Saudita | Cuartos de final | 3  | 1  | 0    |

### Participaciones enJuegos Olímpicos
| Torneo         | Sede              | Resultado      | PJ | GA | Asis |
| -------------- | ----------------- | -------------- | -- | -- | ---- |
| Barcelona 1992 | Barcelona, España | Fase de grupos | 1  | 0  | 0    |

### Participaciones enCopas América
| Torneo                 | Sede                   | Resultado              | PJ | GA | Asis |
| ---------------------- | ---------------------- | ---------------------- | -- | -- | ---- |
| Copa América 1991      | Chile                  | Cuarto lugar           | 7  | 0  | 1    |
| Copa América 1993      | Ecuador                | Tercer lugar           | 1  | 0  | 0    |
| Total en Copas América | Total en Copas América | Total en Copas América | 8  | 0  | 1    |

## Clubes
| Club                   | País     | Año         |
| ---------------------- | -------- | ----------- |
| Independiente Medellín | Colombia | 1989 - 1990 |
| Atlético Nacional      | Colombia | 1991 - 1995 |
| Santa Fe               | Colombia | 1996        |
| Atlético Nacional      | Colombia | 1997 - 1998 |

## Palmarés

### Campeonatos nacionales
| Título                | Club              | País     | Año  |
| --------------------- | ----------------- | -------- | ---- |
| Campeonato colombiano | Atlético Nacional | Colombia | 1991 |
| Campeonato colombiano | Atlético Nacional | Colombia | 1994 |

### Copas internacionales
| Título              | Club              | País     | Año  |
| ------------------- | ----------------- | -------- | ---- |
| Copa Interamericana | Atlético Nacional | Colombia | 1997 |
| Copa Merconorte     | Atlético Nacional | Colombia | 1998 |